# Lamachus sheni
Lamachus sheni är en stekelart som beskrevs av Mao-Ling Sheng och Sun 2007. Lamachus sheni ingår i släktet Lamachus och familjen brokparasitsteklar. Inga underarter finns listade i Catalogue of Life.